# (31203) Hersman
(31203) Hersman (1998 AO9) – planetoida z pasa głównego asteroid okrążająca Słońce w ciągu 5 lat w średniej odległości 2,92 j.a. Odkryta 6 stycznia 1998 roku.